# 這是怎樣的戀愛 YOU KNOW?
「這是怎樣的戀愛 YOU KNOW?」（なんちゅう恋をやってるぅ YOU KNOW?）是日本的女子偶像組合Berryz工房的第7張单曲。2005年6月8日由PICCOLO TOWN发售。

## 概要
- 「這是怎樣的戀愛 YOU KNOW?」是動畫「パタリロ西遊記!」的片尾曲。
- 此單曲只有「CD ONLY」1個版本。
- 在6月20日於公信榜單曲週排行榜取得第13位。

## 收錄内容

### CD ONLY
1. 這是怎樣的戀愛 YOU KNOW?
（作詞・作曲：淳君 編曲：平田祥一郎）
2. 做夢
（作詞・作曲：淳君 編曲：橋本由香利）
3. 這是怎樣的戀愛 YOU KNOW?（Instrumental）